# Gymnocalycium chiquitanum
Gymnocalycium chiquitanum là một loài thực vật có hoa trong họ Cactaceae. Loài này được Cárdenas mô tả khoa học đầu tiên năm 1963.

## Hình ảnh

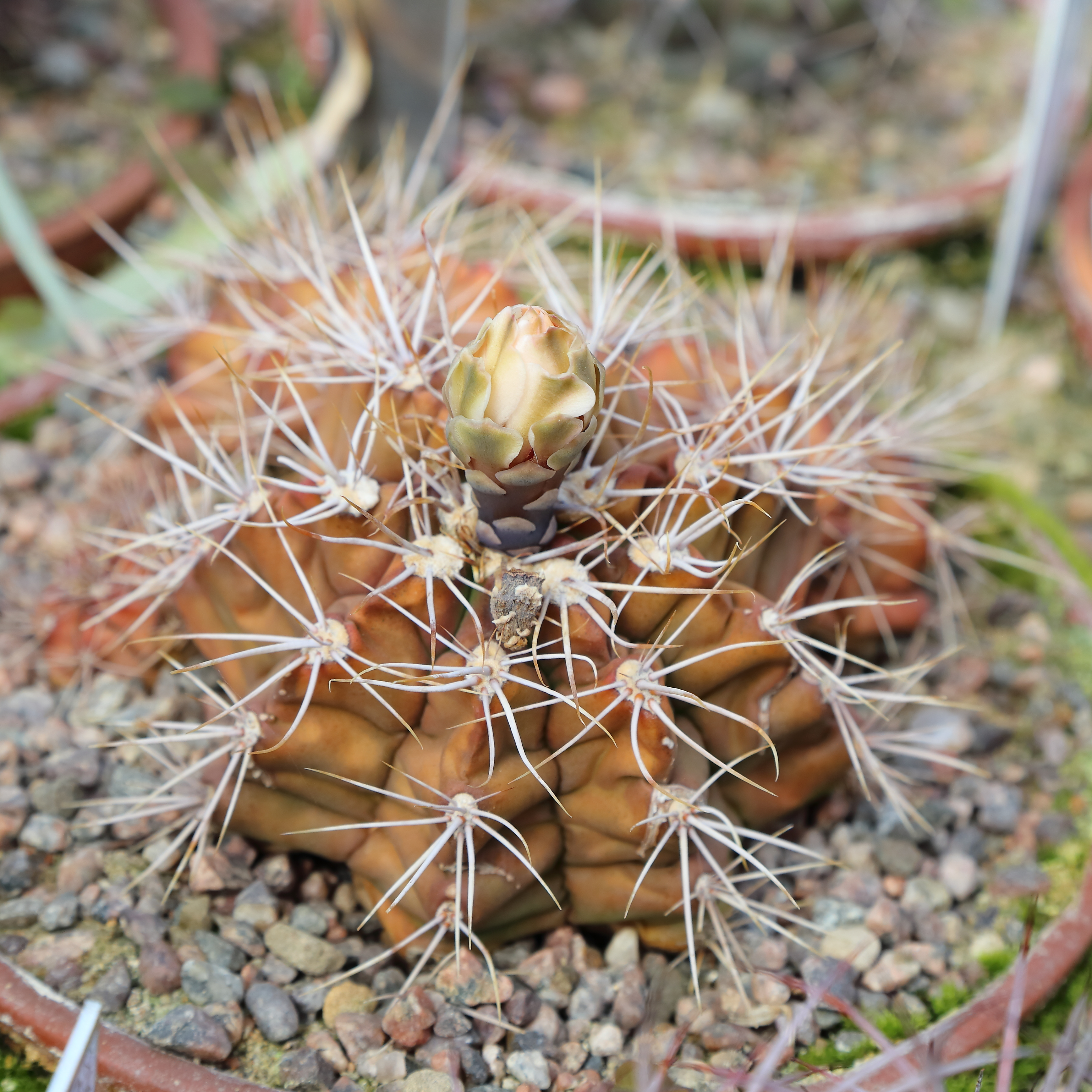
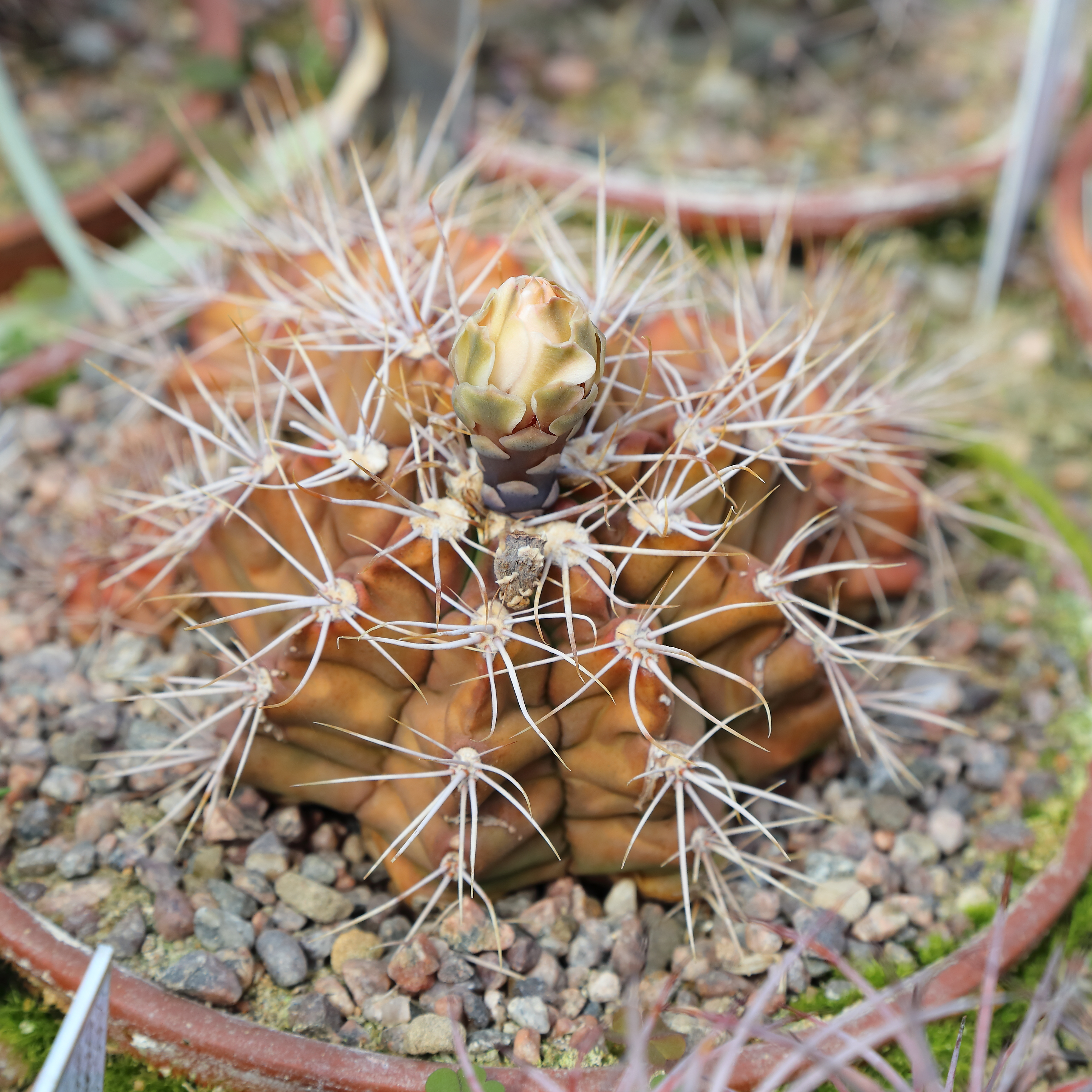
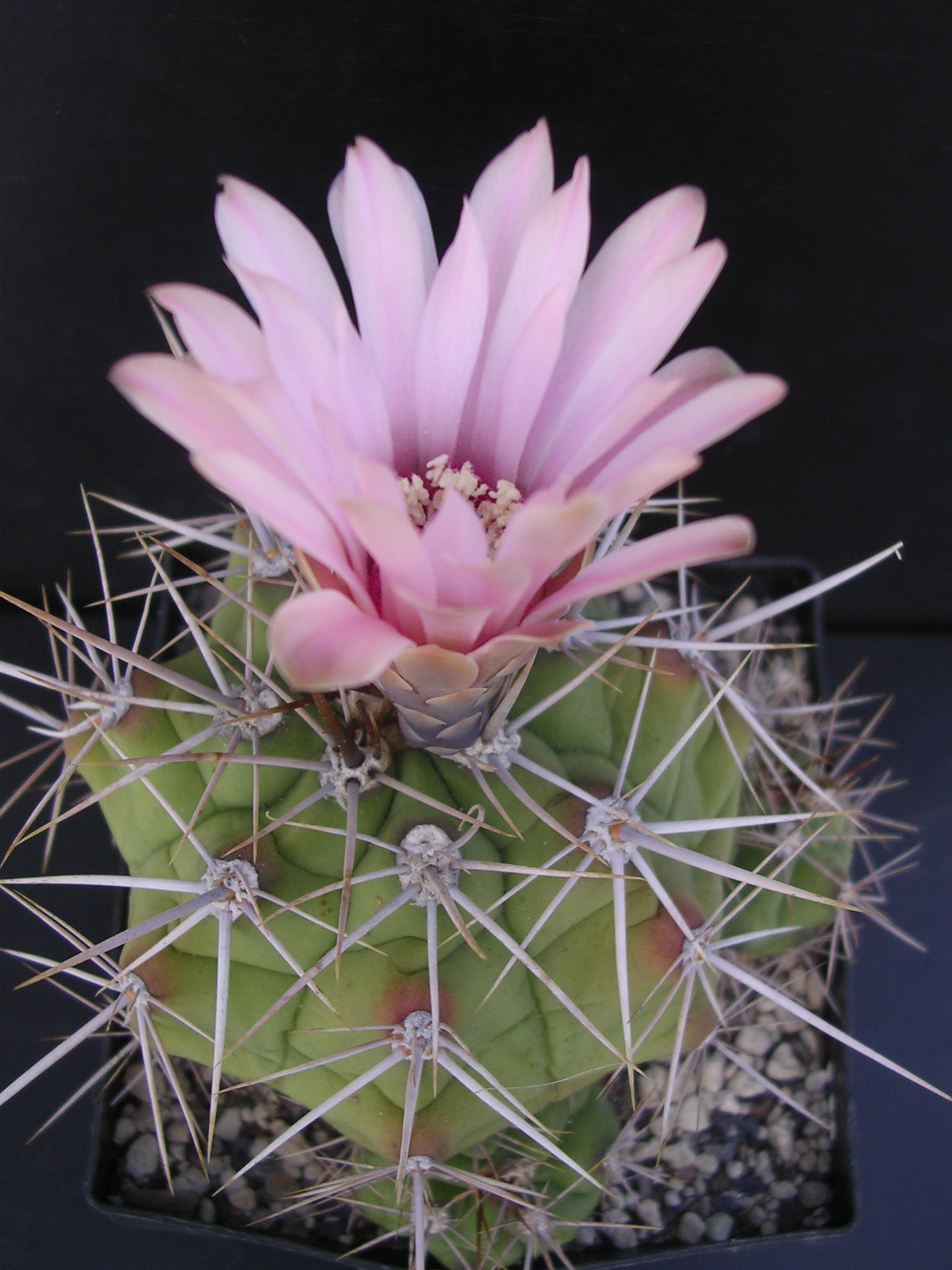